# Lars Lokotsch
Lars Lokotsch (* 17. Mai 1996 in Bad Honnef) ist ein deutscher Fußballspieler.

## Karriere
Lokotsch war von 2010 bis 2015 in der Fußballjugend des FC Hennef 05, für den er in der Saison 2014/15 auch zwei Spiele in der Bezirksliga für die zweite Mannschaft der Senioren machte. Lokotsch wechselte 2015 zum FV Bad Honnef in die Landesliga Mittelrhein, wo er nicht zum Einsatz kam. Danach spielte er von 2015 bis 2017 in der Landesliga Mittelrhein für den TuS 05 Oberpleis. Für den Bonner SC, TV Herkenrath und den SV Rödinghausen machte er von 2017 bis 2020 81 Regionalligaspiele und erzielte dabei 22 Tore. Im DFB-Pokal bestritt er jeweils eine Partie für den Bonner SC (Saison 2017/18 gegen Hannover 96) sowie für den SV Rödinghausen (2019/20 gegen den SC Paderborn) und traf dabei insgesamt drei Mal. Lokotsch spielte seit der Saison 2020/21 als Stürmer für den FC Livingston in der Scottish Premiership, wo er einen Vertrag bis 2022 erhielt. Sein Debüt in der Scottish Premiership gab er beim 1:0 gegen Ross County Ende August 2020. Im Oktober 2020 wechselte Lokotsch als Leihspieler zu den Raith Rovers in die zweite schottische Liga. Am 27. Januar 2021 wechselte er zurück nach Deutschland zum Drittligisten FSV Zwickau, wo er zunächst bis zum Ende der Saison 2021/22 unter Vertrag stand. Nach Ablauf seines Arbeitspapieres bei den Westsachsen schloss er sich zur Spielzeit 2022/23 dem SC Fortuna Köln in der Regionalliga West an.
Im Sommer 2023 wechselte er zum Drittligisten SC Verl. Im Sommer 2025 wechselte er zu Preußen Münster.